# Esther Levertin
Esther Levertin, född 24 december 1904 i Karlskrona, död 10 november 1980 i Stockholm, var en svensk sångerska, framförallt opera, pedagog och musikjournalist.

## Biografi
Levertin föddes 1904 i Karlskrona. Hennes far var rådmannen Lars Levertin, och hennes mor Anna Levertin, född Hjort. Modern var sångerska och sångpedagog med verksamhet i staden. Hon tillhörde den judiska släkten Levertin; hennes farbror var Oscar Levertin och hennes faster Anna Levertin.
Även Esther Levertin var sångerska och pedagog. Under 1930-talet skrev hon recensioner av opera i Sächsische Staatsoper i Dresden och skrev musikjournalistik i flera sydsvenska tidningar. Hon skrev bland annat skådespelarporträtt och teaterhistoriska skildringar.
Levertin ägnade sig även åt översättning, bland annat från tyskan med verk som Konungen av Rothenburg av Paul Schreckenbach.
Efter att Anna Levertin dött 1960, var hon den sista i släkten, som bar efternamnet Levertin.